# Georg Böhm

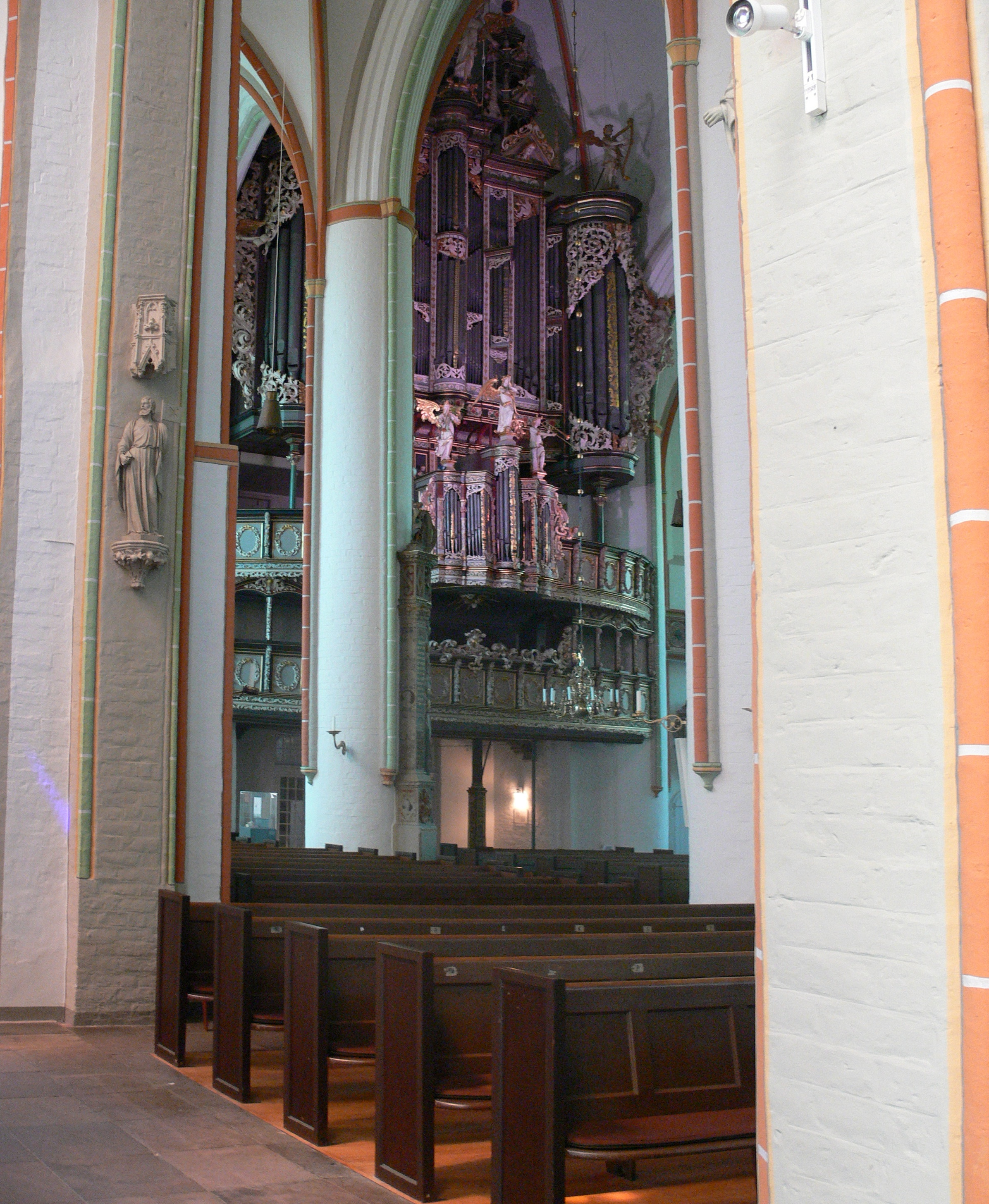
Renesansowo-barokowe organy w kościele św. Jana w Lüneburgu, na których w latach 1698–1733 grał Georg Böhm

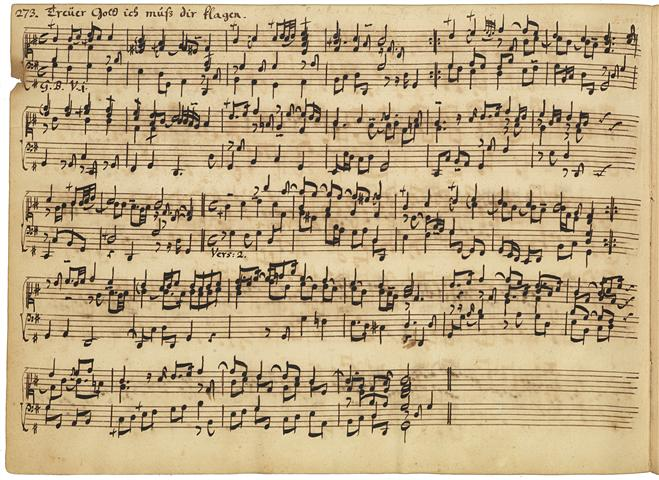
Fragment manuskryptu partity organowej Georga Böhma Treüer Gott, ich muß dir klagen

Georg Böhm (ur. 2 września 1661 w Hohenkirchen, zm. 18 maja 1733 w Lüneburgu) – niemiecki kompozytor i organista.

## Życiorys
Muzyki początkowo uczył się u ojca, następnie w latach 1678–1684 uczęszczał do gimnazjum w Gocie. Ukończył studia na uniwersytecie w Jenie. Od 1693 do 1697 roku przebywał w Hamburgu, gdzie przypuszczalnie utrzymywał znajomość z Johannem Adamem Reinckenem i Dietrichem Buxtehude. W 1698 roku objął posadę organisty w kościele św. Jana w Lüneburgu, którą zajmował aż do śmierci.

## Twórczość
Uprawiał głównie muzykę organową: preludia, fugi, przygrywki i partity chorałowe. Ponadto był autorem kantat, pieśni, motetów, utworów klawesynowych, zaginionej Pasji według św. Łukasza oraz Pasji według św. Jana, dawniej błędnie przypisywanej G.F. Händlowi. Twórczość organowa Böhma wywarła wielki wpływ na przebywającego w Lüneburgu w latach 1700–1703 młodego Johanna Sebastiana Bacha.
Dzieła zebrane Böhma wydał drukiem Johannes Wolgast (tom 1 Lipsk 1927, tom 2 Wiesbaden 1952–1963).